# Boreadzi

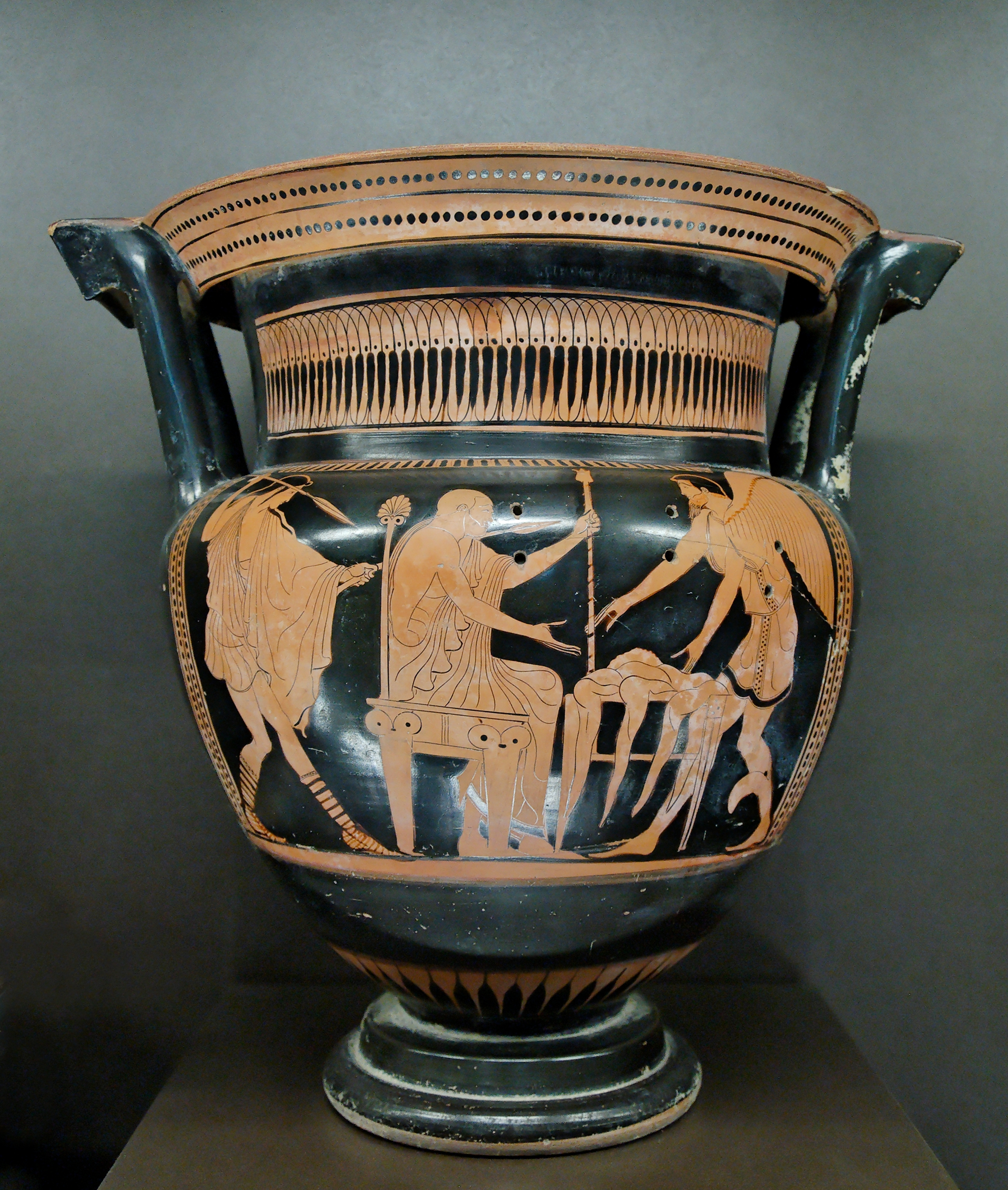

Boreadzi – w mitologii greckiej skrzydlaci synowie Boreasza i Orejtyi. Nazywali się  Kalais i Zetes. Uważani byli za personifikację łagodnego i ostrego podmuchu wiatru. 
Uczestnicy wyprawy Argonautów. Uwolnili z lochu swoją siostrę Kleopatrę i siostrzeńców Pleksipposa i Pandiona, uwięzionych przez szwagra Fineusa wskutek intryg jego drugiej żony, Idai. Uratowali od śmierci oślepionego przez bogów Fineusa, któremu harpie porywały i zanieczyszczały jedzenie. Zginęli, ścigając harpie, ponieważ zgodnie z przepowiednią mieli umrzeć, gdy nie uda im się dogonić kogoś przez siebie ściganego. Według innej wersji Boreadów zgładził Herakles, po ich zwycięstwie w biegu na igrzyskach pogrzebowych na cześć Peliasa.